# Centenera de Andaluz
Centenera de Andaluz település Spanyolországban, Soria tartományban. Centenera de Andaluz Berlanga de Duero, Fuentepinilla, Matamala de Almazán és Velamazán községekkel határos. Lakosainak száma 21 fő (2024).

## Népesség
A település népessége az elmúlt években az alábbi módon változott:
| Lakosok száma | 28   | 25   | 25   | 23   | 25   | 22   | 22   | 20   | 22   | 21   |
|               | 2001 | 2004 | 2007 | 2009 | 2012 | 2014 | 2017 | 2019 | 2022 | 2024 |